# Distretto di Tinghu
Il distretto di Tinghu (亭湖区S, Tínghú QūP) è un distretto della Cina, situato nella provincia di Jiangsu e amministrato dalla prefettura di Yancheng.